# Бреница (Плевенская область)
Бреница (болг. Бреница) — село в Болгарии. Находится в Плевенской области, входит в общину Кнежа. Население составляет 1 959 человек.

## Политическая ситуация
В местном кметстве Бреница, в состав которого входит Бреница, должность кмета (старосты) исполняет Петыр Пешов Гырневски (Граждане за европейское развитие Болгарии (ГЕРБ)) по результатам выборов.
Кмет (мэр) общины Кнежа — Симеон Тодоров Шарабански (коалиция в составе 3 партий: Болгарская социал-демократия (БСД), Союз свободной демократии (ССД), Союз демократических сил (СДС)) по результатам выборов.